# Михайлюк, Александр Владимирович
Александр Владимирович Михайлюк (род. 5 сентября 2001, Владивосток) — российский спортсмен, кикбоксёр, боец RCC Fair Fight, победитель Кубка мира по кикбоксингу (2021), трехкратный победитель кубка России по кикбоксингу (2021, 2022, 2024), двукратный финалист кубка России по кикбоксингу (2023, 2025), победитель кубка России по кудо (2022), трехкратный победитель первенства России по кудо (2015, 2016, 2018), финалист первенства России по кудо (2017), бронзовый призёр чемпионата России по кудо (2020), бронзовый призёр первенства Европы по кикбоксингу (2019), член сборной России по кикбоксингу, мастер спорта международного класса по кикбоксингу, мастер спорта по кудо.

## Биография
Александр Михайлюк родился 5 сентября 2001 года во Владивостоке.
В 2011 году начал спортивную карьеру у заслуженного тренера России Юрия Бородия.
В 2021 году Александр Михайлюк стал победителем 26-го Кубка мира по кикбоксингу, который проходил в венгерском Будапеште.
В 2023 году получил степень бакалавра по педагогике во Владивостокском государственном университете.
С 2022 года тренируется под руководством Алексея Сумцова в Санкт-Петербурге.
В 2023 году начал выступать в международной лиге по K1 RCC Fair Fight.

## Статистика боёв
| Результат | Баланс | Противник         | Раунд | Турнир            | Дата       | Место        |
| --------- | ------ | ----------------- | ----- | ----------------- | ---------- | ------------ |
| Поражение | 1-1    | Ованес Нагабедян  | 1     | RCC Fair Fight 23 | 28.10.2023 | Екатеринбург |
| Победа    | 1-0    | Вячеслав Мещеркин | 1     | RCC Fair Fight 22 | 18.08.2023 | Екатеринбург |